# Gloria Lilienborn
Gretchen "Gloria" Lilienborn (* 22. März 1909 in Altona; † 31. Dezember 1998 in Henstedt-Ulzburg) war eine deutsche Sängerin, Akkordeonistin und Bandleaderin.

## Leben
Gretchen Lilienborn wurde das musikalische Talent in die Wiege gelegt. Ihr Vater trat unter dem Künstlernamen Hermann Kaiser als Sänger im Hamburger Operettenhaus auf.
Lilienborn leitete ab Mitte der 1930er-Jahre die Akkordeonband Gloria Lilienborn and Her Five Harmony Ladies, bzw. Gloria Lilienborn und ihre 5 Glorias, mit der sie im Deutschen Reich, Österreich und den Niederlanden auftrat. In den frühen 1940er-Jahren spielte Lilienborn mit ihrem Ensemble Original Glorias für Electrola eine Reihe von teils Swing-orientierten Schallplatten ein, wie „Lass mich heut Abend nicht allein“ (#7206) von Michael Jary und Bruno Balz. Weitere Titel waren „Komm zurück“, „Junger Mann im Frühling möchte nicht allein sein“ (#7051), „Reite, kleiner Reiter“ (#7154), „Libidi“ (#7151) „Schiff ahoi“ (#7246) und „Wir gehen so leicht am großen Glück vorbei“ (#7206). Lilienborn und ihre Truppe hatten mit ihren Liedern Auftritte in den Spielfilmen Truxa (1937, Regie Hans H. Zerlett), Ein Mann auf Abwegen (1940, Regie Herbert Selpin, mit Hans Albers), Polterabend (1940, Regie Carl Boese) und Familienanschluss (1941, Regie Carl Boese).
1946 ging sie nach Spanien, wo sie eine Solokarriere unter dem Namen Mignon begann. Vermutlich 1949 kehrte sie nach Deutschland zurück, wo sie die Original Glorias neu gründete. Sie nahm auch wieder Schallplatten auf und hatte insbesondere mit der Coverversion von „Mr. Moneymaker“ großen Erfolg, ein Lied, das zuerst Hans Richter im Film Artistenblut (1949) gesungen hatte. Im Jahr 1950 gingen die Original Glorias mit dem Zirkus Grock auf Tournee. Nach der Tournee löste Lilienborn das Damenorchester auf und zog sich ins Privatleben zurück. Sie galt in späteren Jahren als "verschollen", bis  der Frankfurter Schellackplatten-Sammler Alexander Loulakis  sie aufspürte und überreden konnte, ab 1988 als Gast in einigen seiner Hörfunk-Sendungen mitzuwirken.